# Tret'ja Rečka
La Tret'ja Rečka (in russo Третья Речка?), o Rečka 3ª (Речка 3-я), letteralmente "terzo fiume", è un fiume dell'Estremo Oriente russo tributario del Mare di Bering. Scorre nel rajon Anadyrskij del Circondario autonomo della Čukotka. 

## Descrizione
Il fiume ha origine nella palude Aleksandra, un ex lago situato a nord-est del lago Kyrgogytgyn. Scorre in direzione sud-est e poi gira nord; il suo bacino è interamente situato nel bassopiano dell'Anadyr'. Sfocia nel liman dell'Anadyr'. La sua lunghezza è di 99 km. Il fiume scorre attraverso una tundra di pianura fortemente paludosa, ricoperta di carice, cotone da palude e arbusti; nella pianura alluvionale del fiume crescono ontani e salice polare. Nel corso inferiore, sotto l'influenza delle maree, si osserva un cambiamento nel flusso del fiume in direzione opposta.
Le acque del fiume sono un luogo di deposizione delle uova per i salmoni.